# دانجوری ماتسوری

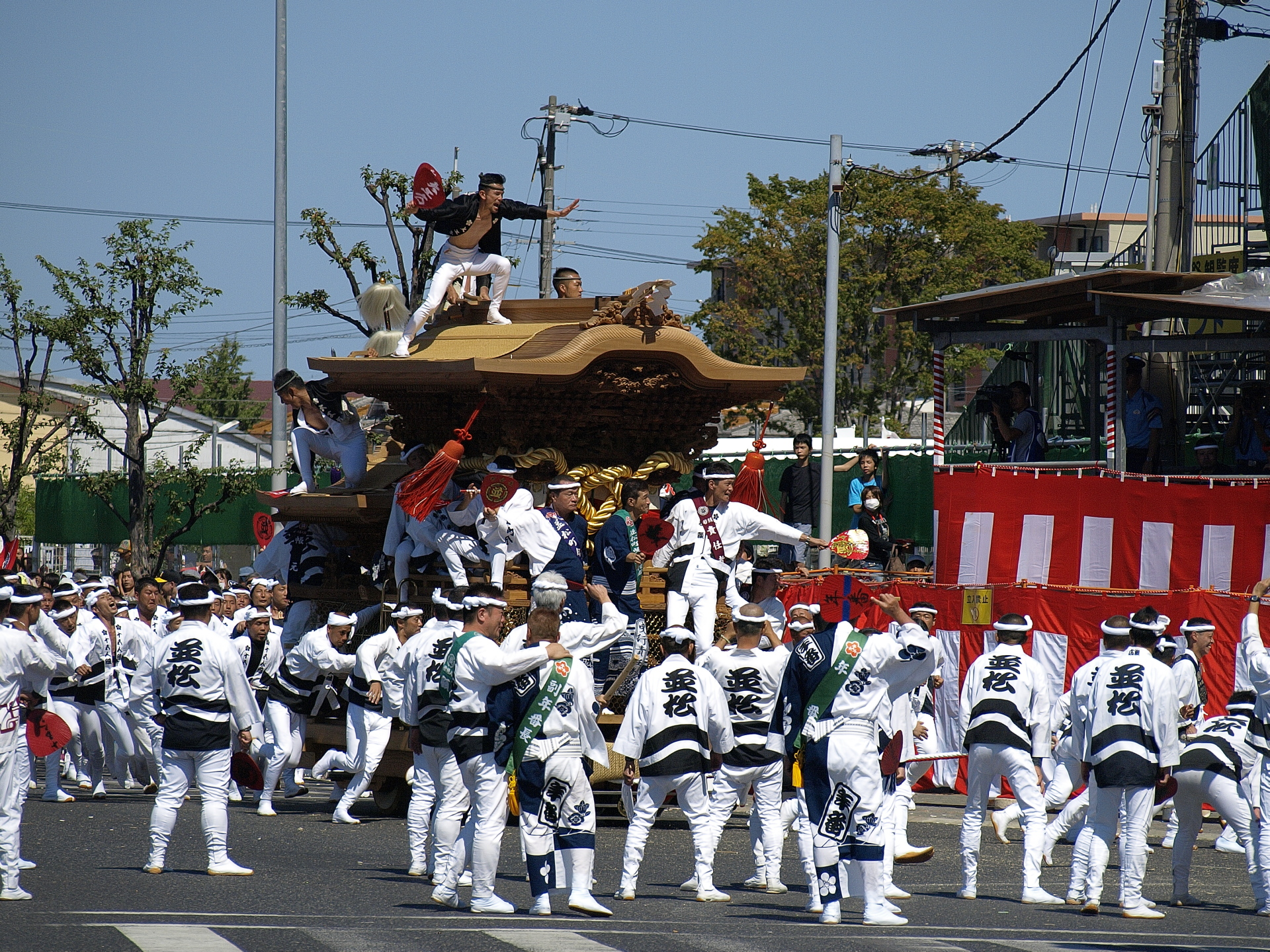
کیشیوادا دانجیری ماتسوری

دانجوری ماتسوری (انگلیسی: Danjiri Matsuri) به معنی «جشنواره ارابه‌ها» جشنواره ای است که در حدود ۳۰۰ سال پیش آغاز شده و همه ساله برگزار می‌شود. روزهای جشنواره از سال به سال و از شهری به شهر دیگر متفاوت است، اگرچه این جشنواره معمولاً در پاییز، اواخر سپتامبر یا اکتبر برگزار می‌شود. در روزهای جشنواره، اعضای اصناف شهر، با پوشیدن هاپی و بستن سربند اختصاصی صنف خود ارابه یا دانجوری را در خیابان‌های شهر به حرکت درمی‌آورند. کیشیوادا دانجیری ماتسوری احتمالاً معروف‌ترین جشن از این نوع است. دانجوری ماتسوری دیگری نیز وجود دارد که در شهر کوبه و هاروکی برگزار می‌شود اما محبوبیت و تماشاگر آنها کمتر است.

## خلاصه
اعضای صنف شهر زمان قابل توجهی را برای آماده‌سازی برای جشنواره صرف می‌کنند. در جشن‌هایی که نام دانجوری ماتسوری شهرت دارند، ارابه (نماد) مراسم که «دانجیری» نامیده می‌شود را برگزارکنندگان در زمان‌های معینی می‌چرخانند.
این جشنواره در سال ۱۷۰۳ آغاز شد، زمانی که دایمیوی کیشیوادا، اوکابه ناگایاسو (岡 部)، در پیشگاه خدایان شینتو برای برداشت فراوان در معبد فوشیمی‌ایناری، کیوتو دعا کرد. بعضی اعتقاد دارند که در سال ۱۷۰۳ از معبد کیوتو فوشیمی تایشا ارواحی با وسیله ای شبیه دانجیری به قصری منتقل شده‌اند. اجرای مراسم امروزی تقلید از انتقال ارواح از معبد به قصر است. ارابه این مراسم، دانجیری، شبیه وسیلهٔ نقلیه ای است که موقع تشییع جنازه تابوت را حمل می‌کند و «ریکیوشا» نام دارد. در این اسم «ری» یعنی روح، کیو یعنی جعبه ای که جسم بی‌روح در آن جای می‌گیرد و «شا» یعنی وسیله نقلیه.
در این مراسم بیشتر از ده ارابه در خیابان‌ها به راه می‌افتند و گاهگاهی چرخانده می‌شوند اگر دو ارابه با هم برخورد کنند ممکن است افرادی زخمی شوند یا به نزاغ بینجامد و حتی ممکن است برخورد افراد تلفاتی نیز داشته باشد به همین خاطر به این مراسم «کیشیوادا کنکا ماتسوری» نیز می‌گویند که به معنی نزاع و زد و خورد کیشیوادا است. بعضی معتقدند اگر ارابه مراسم موقع حرکت و چرخاندن به خانهٔ کسی برخورد کند آن خانه ویران خواهد شد. این مراسم نسبت به سایر مراسم ژاپن تند و خشن است.

## نگارخانه

زیارتگاه اتوری در شهر ساکای ، استان اوساکا.
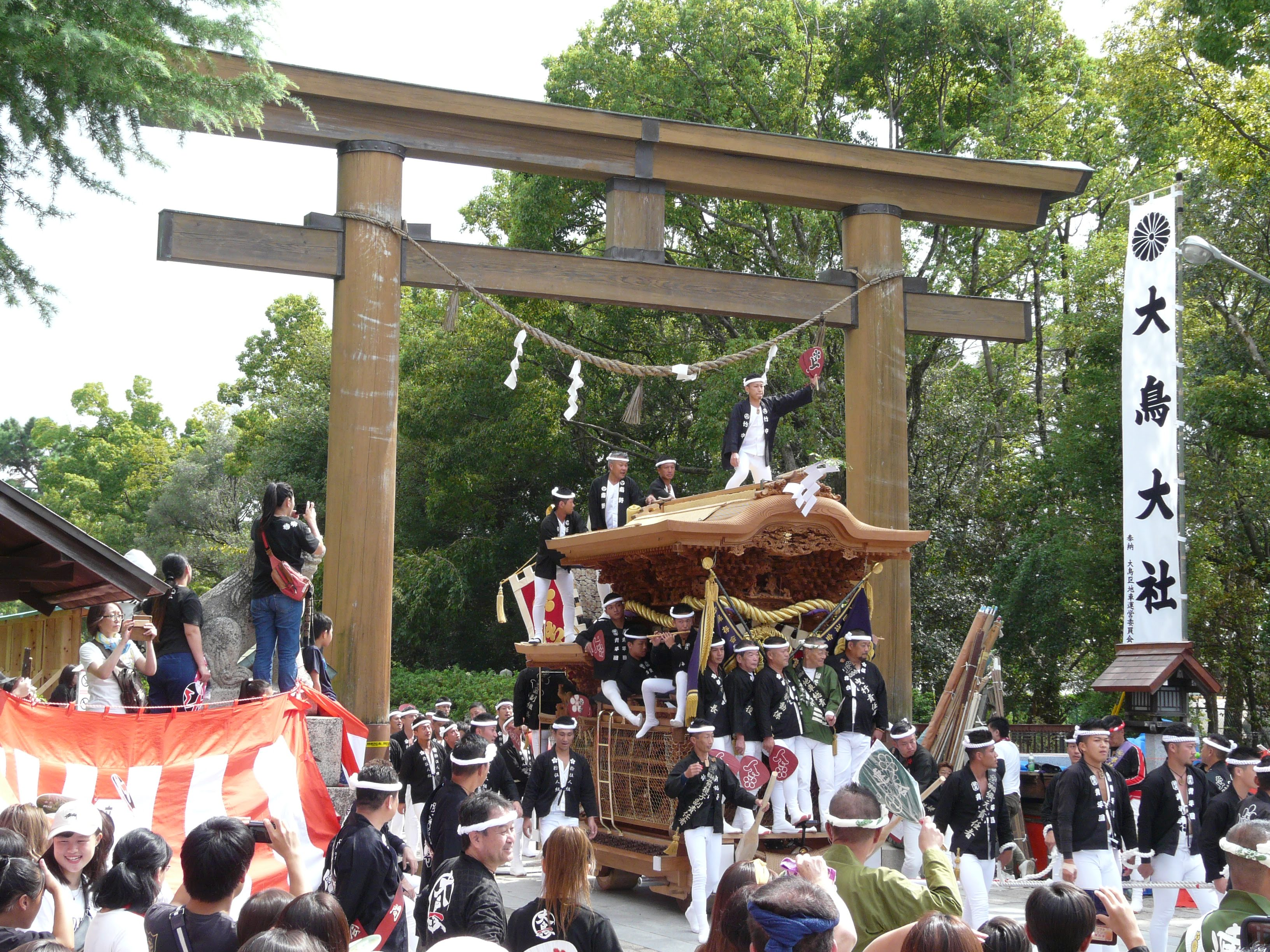
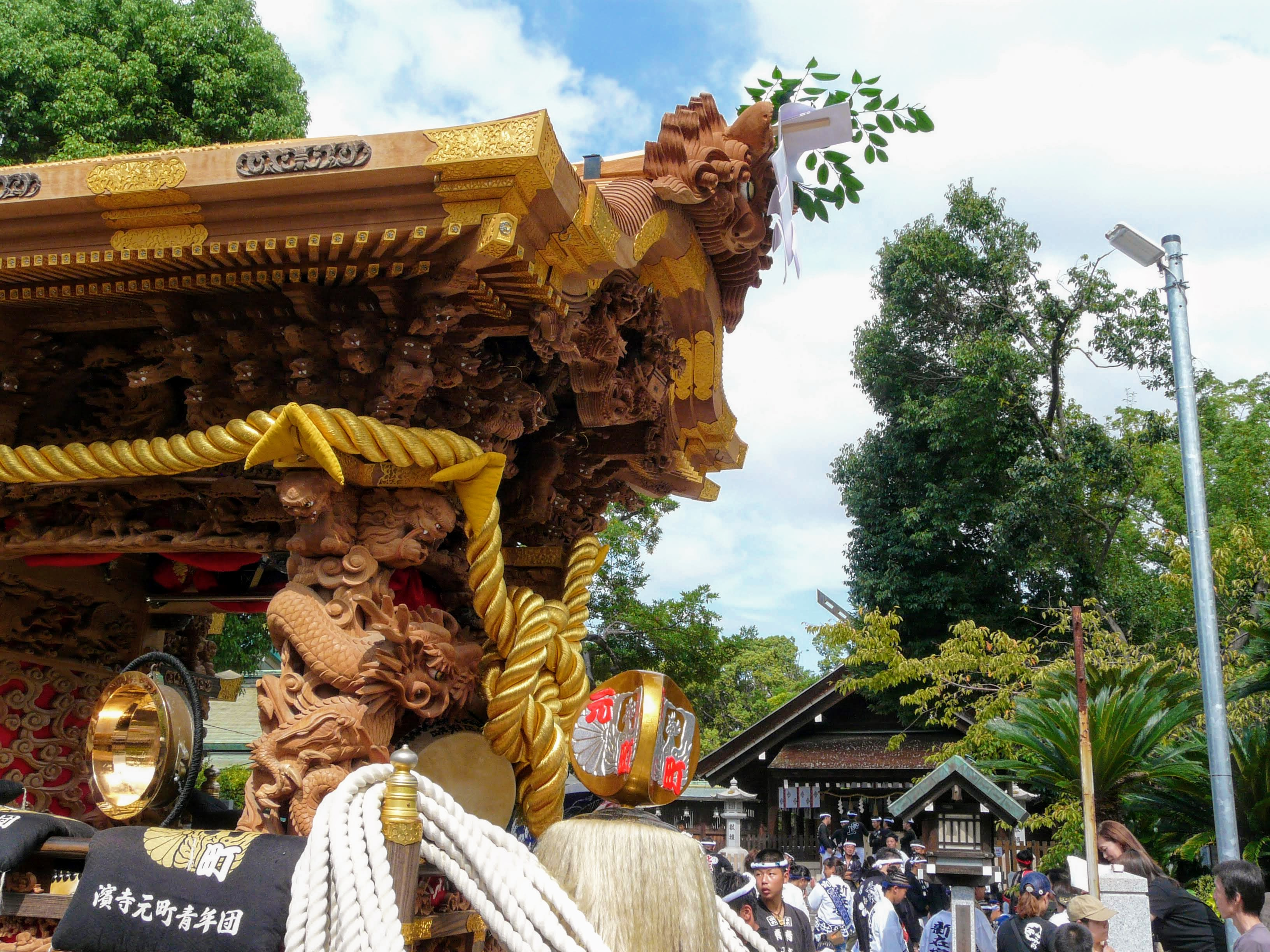
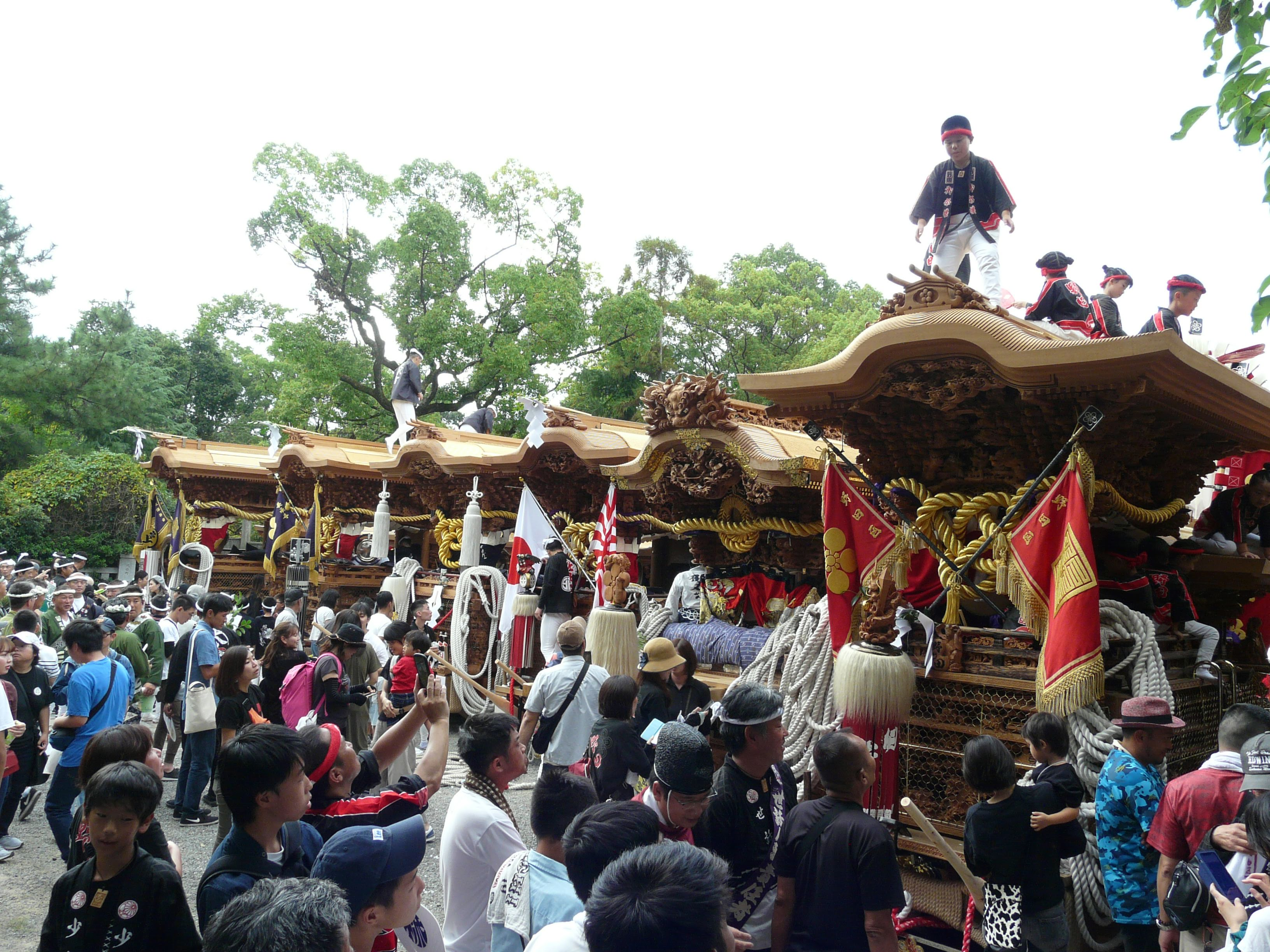

- منطقه تسوکونو در شهر ساکای ، استان اوساکا
- در شب
- در شب